# Зиль Андрій Степанович
Зиль Андрій Степанович (27 жовтня 1944, с. Волевачі Козелецького району Чернігівської обл.) — український краєзнавець. Автор праць про історію Бориспільщини. Член Національної спілки краєзнавців України, голова Бориспільської районної організації краєзнавців.

## Юнацькі роки
Народився 27 жовтня 1944 р. в селі Волевачі Козелецького району на Чернігівщині в бідній селянській родині.
Батько загинув на фронті і молодому Андрію довелося рано пізнати селянську працю. 16-річним юнаком працював у колгоспі на різних роботах. Пізніше почав писати замітки до районної газети «Правда Остерщини» та до обласної молодіжки. Андрій Степанович дуже любив займатися гирьовим спортом, це допомагало виконувати йому важку працю.

## Навчання
У 1964 році, закінчивши Булахівську середню школу, поступив на філологічний факультет Київського педінституту ім. Горького (нині Національний педагогічний університет ім. М.П. Драгоманова). Андрій Зиль всього місяць побув студентом. Пізніше його призвали на службу у військово-морський флот. Через чотири роки повернувся до навчання в інституті. Брав участь у студентських наукових конференціях вишу і Тбліського педінституту ім. Пушкіна. Літні канікули проводив у студентських будівельних загонах у Казахстані і Тюмені РФ.

## Робота
Після закінчення навчання два роки працював учителем української мови та літератури Глибоцької 8-річної школи на Бориспільщині. З 1974 року — на журналістській роботі. Працював кореспондентом газети «Трудова слава», кореспондентом — організатором районного радіомовлення, з 1991 по 2009 рр. — редактор Бориспільського міського радіомовлення. Журналістську роботу поєднував із краєзнавчими студіями. У періодичній пресі друкував статті, кореспонденції з історії Бориспільського краю. Коли заглибився в історичне минуле, то зрозумів, що Бориспільщина має багату історію, яка зовсім не досліджена. У місті і селах району, крім братських могил воїнів, не було ніяких пам'ятників і пам'ятних знаків. Багато церковних споруд були знищені або перетворені на складські приміщення. Панувала бездуховна пустка. З 1976 року почав «вростати» в історію краю. Зібравши належну джерельну базу, публікував матеріали в районній, обласній газетах, в журналі «Дніпро», щорічнику «Наука і культура», газетах «День», «Культура і життя», «Слово Просвіти», «Сільські вісті», «За українську Україну», «Українське слово», в краєзнавчому альманасі «Бориспільський край», часописі «Яворівщина», наукових збірниках. На сьогодні у доробку краєзнавця понад 500 статей і кореспонденцій, наукових досліджень на історико-культурну тематику.

## Твори
«Історія Бориспільщини» (1992, 2002), «Бориспільщина в роки війни» (1996), «Міста і села Київщини. Топонімічний довідник» (2001), «Набат вічної скорботи» (2008), «Народознавець. Павло Чубинський і його доба»(2009) «Сулимівський пантеон» (2012), «Княжа земля Бориспільщини» (2015), у співавторстві «Чорна книга Бориспільщини» (2001), «Бориспільщина — край добра і любові»(2013). Співавтор і редактор видання з історії Воронькова «Рушники долі» (2017), у співавторстві «Бориспільська голгофа» (2018).

## Звання
З 2011 р. — член Національної спілки краєзнавців України, голова районної організації краєзнавців, член топонімічної комісії Бориспільської міської ради, почесний громадянин міста Борисполя, лауреат премій ім. П.Чубинського, академіка Петра Тронька Національної спілки краєзнавців України, Ірини Калинець Міжнародного освітнього фонду ім. Ярослава Мудрого.